# Det lite större journalistpriset
Det lite större journalistpriset, eller "Den gyllene haldan", är ett vandringspris som tilldelas journalister. Det delas sedan 1992 årligen ut av journaliststudenterna vid Mittuniversitetet i Sundsvall i samband med utdelandet av Föreningen grävande journalisters pris Guldspaden. Priset har formen av en guldfärgad skrivmaskin av märket Halda. 

## Pristagare
- 1992 Per Svensson[2]
- 1993 Per Gulbrandsen[3]
- 1994 Margareta Norlin
- 1995 Peter Löfgren[4]
- 1996 Johan Ehrenberg
- 1997 Klartext[förtydliga]
- 1998 Jesus Alcalá[1]
- 1999 Katarina Gunnarsson[5]
- 2000 Thomas Malmquist[6]
- 2001 Dan Josefsson[7]
- 2002 Linna Johansson[8]
- 2003 Nuri Kino
- 2004 Fredrik Laurin, Sven Bergman och Joachim Dyfvermark[9]
- 2005 Joachim Dyfvermark, Fredrik Laurin och Sven Bergman
- 2006 Anna von Brömssen och Marie Branner
- 2007 Inget pris delades ut
- 2008 Andreas Lovén
- 2009 Kristina Hedberg
- 2010 Brunchrapporten i P3
- 2011 Johanna Koljonen
- 2012 Anna Lindman Barsk
- 2013 Urban Edin
- 2015 Christer El-Mochantaf
- 2016 Kamratposten
- 2017 Anton Berg och Martin Johnson för podcasten Spår
- 2018 Emma Lindqvist och Johanna Lindqvist för uppropet #Deadline
- 2019 Johan Järvestad och Gefle Dagblad för granskningen av Nya Kastets skola i Gävle
- 2020 Andreas Persson, Sydsvenskan
- 2021 Noa Bachner, Expressen
- 2022 Linus Larsson och Kristoffer Örstadius, Dagens Nyheter
- 2023 Julia Paulsson och Joakim Kullberg, Hallandsposten
- 2024 Sundsvalls Tidning[10]